# Шри Индрадитья
Шри Индрадитья  (тайск. ศรีอินทราทิตย์; также Си Интратхит; умер около 1270) — первый король Сукхотайского королевства, правил Сукхотаем с 1238 до 1270. Он является основателем династии Пхра Руанг, первой тайской династии. Созданное им государство позже стало известно как «Сиам» (кхмер:: Syāiņ; кит.: Sien, итд.).

## Жизнь
Си Индрадитья был правителем Банг Янг, территории на западе Кхмерской империи.:195–196 В настоящее время эта территория располагается на северо-востоке Таиланда.
Кхун Банг Кланг Хао решил поднять мятеж и провозгласить независимость от Ангкора. Контроль и высокие налоги кхмеров были главными факторами мятежа. Значительные ресурсы кхмеров были направлены на грандиозное строительство, что ослабило способность империи к защите и помогло мятежникам. Кхун Банг Кланг Хао захватил Си Сатчаналай, город на востоке Таиланда, и отдал его во власть Пха Муанга, его друга. Пха Муанг отблагодарил его, отдав захваченный им Сукотаи.
Кхун Банг Кланг Хао объявил себя королем Сукотаи, взяв санскритское имя, Шри Индрадитья, которое переводится как «Адитьи Индра». Его храбрость восхищала жителей королевства, которые дали ему титул Пхра Руанг (Отважный Принц). Этот титул получали и все последующие правители Сукотаи, он стал названием первой тайской династии.
У Си Индрадитьи и королевы Суанг было три сына. Самый старший умер в младенчестве, второй, Бан Муанг, и третий, победивший кхмерского принца в схватке на слонах; он назвал его Рамакхамхаенгом. Си Индрадитья умер около 1270, и новым королем Сукотаи стал Бан Муанг.